# Leptocerus sudhara
Leptocerus sudhara är en nattsländeart som beskrevs av Schmid 1987. Leptocerus sudhara ingår i släktet Leptocerus och familjen långhornssländor. Inga underarter finns listade i Catalogue of Life.